# Ficus pseudosycomorus
Ficus pseudosycomorus är en mullbärsväxtart som beskrevs av Joseph Decaisne. Ficus pseudosycomorus ingår i släktet fikonsläktet, och familjen mullbärsväxter. Inga underarter finns listade i Catalogue of Life.